# Senza mani
Senza mani è il primo EP del rapper italiano Coez, pubblicato il 24 settembre 2012 dalla Carosello Records.

## Tracce
Testi di Coez, musiche di Sine.
1. Senza mani – 1:46
2. E invece no – 4:27
3. Tutto normale – 3:30
4. Stalker – 3:20
5. Volare – 2:55